# Lago Lungo
Lago Lungo este o arie protejată (arie specială de conservare — SAC, sit de importanță comunitară — SCI) din Italia întinsă pe o suprafață de 82 ha, integral pe uscat.

## Localizare
Centrul sitului Lago Lungo este situat la coordonatele 41°16′31″N 13°24′05″E / 41.275278°N 13.401389°E.

## Înființare
Situl Lago Lungo a fost declarat sit de importanță comunitară în iunie 1995 pentru a proteja 11 specii de animale. Situl a fost protejat și ca arie specială de conservare în decembrie 2016.

## Biodiversitate
Situată în ecoregiunea mediteraneană, aria protejată conține 3 habitate naturale: Tufărișuri halofile mediteraneene și termo-atlantice (Sarcocornetea fruticosi), Lagune de coastă, Pășuni mediteraneene udate de apa mării (Juncetalia maritimi).
La baza desemnării sitului se află mai multe specii protejate:
- păsări (10): pescăruș albastru (Alcedo atthis), fâsă-de-câmp (Anthus campestris), stârc roșu (Ardea purpurea), caprimulg (Caprimulgus europaeus), chirighiță neagră (Chlidonias niger), erete de stuf (Circus aeruginosus), egretă mică (Egretta garzetta), cufundar polar (Gavia arctica), sfrâncioc roșiatic (Lanius collurio), Phalacrocorax carbo sinensis
- nevertebrate (1): Lindenia tetraphylla